# Ойик (Сауранський район)
Ойи́к (каз. Ойық) — село у складі Сауранського району Туркестанської області Казахстану. Входить до складу Новоіканського сільського округ.
У радянські часи село називалось Уїк.
Населення — 121 особа (2021; 210 у 2009, 352 у 1999, 485 у 1989).